# Orchestre baroque de l'Union européenne
L'Orchestre baroque de l'Union européenne (EUBO) permet aux jeunes musiciens de toute l'Europe qui terminent leurs études d'acquérir une première expérience dans un orchestre professionnel, sous la direction de musiciens renommés. On peut mesurer le succès de cette initiative au nombre d'anciens musiciens de l'EUBO qui jouent maintenant dans les ensembles baroques les plus renommés.

## Historique
L'EUBO a été fondé en 1985 dans le cadre de l'année européenne de la musique. Celle-ci célébrait le 300e anniversaire de trois grands musiciens : Johann Sebastian Bach, Domenico Scarlatti et Georg Friedrich Haendel. L'initiative en revient au député européen James Elle. Après un vote favorable du Parlement européen, le projet est repris par la Commission européenne et le Conseil des ministres.
Depuis 1985, l'EUBO a donné plus de 600 concerts dans 51 pays différents. L'orchestre donne des concerts dans les grandes salles et les grands festivals européens, tels que le Concertgebouw d'Amsterdam, l'Opéra-Comique à Paris, les festivals d'Ansbach, le Musikalischer Herbst, et les festivals spécialisés en musique baroque tels que Utrecht, York et Ambronay. En-dehors de l'Europe, l'EUBO a donné des concerts au Japon, aux États-Unis et en Afrique du Sud et dans des régions défavorisées telles que Ramallah, la bande de Gaza, le Botswana.

## Structure
Le siège de la fondation EUBO se trouve en Angleterre, à Woodstock dans l'Oxfordshire. L'orchestre est entièrement renouvelé tous les ans. Les auditions ont lieu la semaine après Pâques et se font sous la forme de masterclass qui durent trois jours. Environ 100 jeunes musiciens sont invités à participer aux auditions, et entre 20 et 25 d'entre eux sont sélectionnés pour entrer dans l'orchestre et participer aux tournées qui ont lieu dans la deuxième moitié de l'année dans toute l'Europe. Ces tournées se font sous la direction de musiciens baroques renommés : Lars Ulrik Mortensen, Reinhard Goebel, Enrico Onofri, Roy Goodman, Petra Müllejans, Christophe Coin, Margaret Faultless, Edward Higginbottom, Rachel Podger, Andrew Manze, Ton Koopman, Fabio Biondi et Christina Pluhar sont quelques-uns des artistes qui travaillent régulièrement avec l'EUBO.

## Financement
L'orchestre est subventionné par l'Union européenne ainsi que par des sponsors privés. 
De 2008 à 2017, l'EUBO était orchestre en résidence à Echternach, au Luxembourg, en partenariat avec la ville d'Echternach, le Festival international Echternach et son centre culturel « Trifolion ».

## Discographie
- 1990 - Georg Friederich Händel - Tamerlano. Roy Goodman, direction[3]
- 1991 - William Corbett - Bizzarie Universali. Roy Goodman, direction; Andrew Manze, violon [4]
- 1991 - Pieter Hellendaal - 6 Concerti Grossi. Roy Goodman, direction; Andrew Manze, violon[5]
- 1992 - Birds, Beasts and Battles. Monica Huggett, direction/violon[6]
- 1996 - J. S. Bach Markus Passion. Roy Goodman, direction; Ring Ensemble of Finland (Musica Oscura)
- 2002 - Georg Friederich Händel - Apollo e Dafne,  The Alchemist (Naxos Records CD)
- 2002 - Händel, Rameau, Rebel. Roy Goodman, direction[7]
- 2003 - The Spirit of History (The Gift of Music CD)
- 2004 - Music for a Great House (The Gift of Music CD)
- 2005 - Rameau: Ballet Suites (Naxos CD)
- 2006 - Bach: Matthäus-Passion, Johannes-Passion, Markus Passion, Lukas Passion (Brilliant Classics CD)
- 2007 - Georg Friederich Händel, Johann Sterkel, John Stanley - Suites & Solos (The Gift of Music CD)
- 2008 - Jean-Philippe Rameau, Johann Joseph Fux, Johann Sebastian Bach - Baroque Suites. Lars Ulrik Mortensen, direction (The Gift of Music CD)
- 2013 - Georg Friederich Händel - Pure Handel. Lars Ulrik Mortensen, direction; Maria Keohane, soprano (ERP 6212)
- 2013 - Händel, Bach, Ferrandini, Torelli - Joy & Sorrow unmasked DVD. Lars Ulrik Mortensen, direction (ERP 6412)
- 2013 - G. F. Händel - Peace & Celebration. Lars Ulrik Mortensen, direction; The Choir of Clare College Cambridge (OBSIDIAN 711)
- 2013 - Corelli's Legacy (Live). Riccardo Minasi, director & soloist; (K&K Verlagsanstalt CD)
- 2014 - A. Vivaldi - The Four Seasons & String Concerti. Lars Ulrik Mortensen, direction; Huw Daniel, violon; Bojan Cicic, violon; Johannes Pramsohler, violon; Zefira Valova, violon; Antonio De Sarlo (OBSIDIAN 713)